# Agnieszka z Meran
Agnieszka z Andechs-Meran, Maria z Andechs-Meran, fr. Agnes de Andechs-Merania (ur. 1172, zm. 20 lipca 1201) – córka Bertolda IV (III), hrabiego Bawarii i księcia Meranii. Królowa Francji jako trzecia żona Filipa II Augusta.

## Biografia
Jej pierwsza siostra, Jadwiga, poślubiła Henryka I, księcia śląskiego i w 1267 została kanonizowana. Jej druga siostra, Gertruda poślubiając Andrzeja II została królową Węgier (była też matką świętej Elżbiety Węgierskiej (1207–1231), żony Ludwika, landgrafa Turyngii.
Niewiele wiadomo o Agnieszce – prócz tego, że miała duży wpływ na króla Filipa Augusta. François Ponsard jest autorem tragedii Agnès de Méranie – w której Agnieszka przedstawiona jest jako średniowieczna bohaterka.
W czerwcu 1196 poślubiła króla Filipa Augusta, który opuścił swoją drugą żonę Ingeborgę Duńską w 1193. Papież Innocenty III nie uznał rozwodu Ingeborgi i Filipa, nie uznał więc też ślubu Agnieszki i Filipa, po czym ekskomunikował króla Francji. Mimo że Filip przez 9 miesięcy nie dawał za wygraną, w końcu pod naciskiem szlachty zmuszony był oddalić Agnieszkę. W 1200 ekskomunika została zdjęta. Rok później, w lipcu Agnieszka zmarła na zamku w Poissy. Została pochowana w kościele St. Corentin, niedaleko Nantes.
Z Filipem miała co najmniej troje dzieci, które jednak zostały uznane za dzieci nieślubne; dopiero na prośbę króla papież uznał je w 1201: 
- Maria (ur. 1198, zm. 20 sierpnia 1223), późniejsza żona (1) Filipa I, hrabiego Namur, (2) Henryka I, księcia Brabancji
- Filip Hurepel (ur. 1200, zm. 19 lipca 1234), hrabia Clermont-en-Beauvaisis, Mortain, Aumale, Boulogne i Dammartin
- Tristan (zmarł kilka dni po urodzeniu w lipcu 1201)